# مها مأمون
مها مأمون: (بالإنجليزية: Maha Maamoun)‏ (مواليد 1972، أوكلاند، كاليفورنيا)، هي فنانة ومنسقة مصرية حائزة على جوائز ومقرها القاهرة. وهي عضو مؤسس في مركز الصورة المعاصرة (CiC)، وهي مساحة مستقلة لا تهدف للربح للفن والثقافة تأسست في القاهرة في عام 2004. كما شاركت في تأسيس منصة النشر المستقلة المسماة Kayfa-ta في عام 2013. حصلت على جائزة لجنة التحكيم عن فيلمها «السياحة المحلية 2» في الشارقة بينال 9 (2009).
```
مها هي زميل أكاديمية فنون العالم.
```

```
 
```

```
الحياة الشخصية:
```

```
ولدت مها مأمون في أوكلاند، كاليفورنيا في عام 1972 ونشأت في القاهرة. درست الاقتصاد وحصلت على درجة الماجستير في تاريخ الشرق الأوسط. في عام 2004، أسست مها مأمون مساحة غير هادفة للربح للفن والثقافة وأصدرت، مجموعة الصور المعاصرة (CiC) في القاهرة، لتصبح عضوًا مؤسسًا لها. إلى جانب ممارستها الفنية في التصوير الفوتوغرافي والفيديو، تتعاون في مشاريع النشر والمشاريع المستقلة. كانت مها هي المنسق المشارك لمهرجان الفنون البصرية الدولي PhotoCairo3 في القاهرة في عام 2005.
```

```
في عام 2013 قامت بتنسيق نقاط الاجتماع 7 في 
زغرب
، 
كرواتيا
 وغرفة الفيديو في آرت دبي 2013. في نفس العام شاركت في تأسيس Kayfa-ta ، وهي مبادرة غير ربحية للنشر باللغة العربية. في عام 2014، قامت برعاية المعارض في معرض الشارقة للفنون في 
الجامعة الأمريكية بالقاهرة
 وبرنامج الأفلام في وينر فستفوشين في كونستلهاوس في 
فيينا
. تشارك مها مأمون حاليًا في الإشراف على معرض «كيفية المناورة» 
أبو ظبي
 حتى 16 فبراير 2020.
```

```
 
```

```
الأسلوب الفني:
```

```
تعمل مها مأمون في المقام الأول مع الفيديو والتصوير الفوتوغرافي الذي يتناول شكل ووظيفة الصور في الثقافة السائدة. إنها مهتمة بالتكيف الاجتماعي وكيفية توسيع العرض المرئي للأماكن والبيئات لجذب مختلف الجماهير. يتعامل عملها مع الدورة الدموية ووظيفة الصور في الثقافة العامة، حيث يعيد صياغة هذه الصور كأدوات للرؤى والتحليلات النقدية. يقوم عمل مها مأمون كعدسة نرى من خلالها صورًا مألوفة بطرق جديدة وثاقبة.
```

```
تتناول أعمال الفيديو الحديثة الخاصة بها قدرة الصور على العمل بشكل حاسم في مجموعة متنوعة من السياقات السياسية والاجتماعية والثقافية. تهتم مأمون على وجه التحديد بالنسيج الحضري لمدينتها القاهرة، حيث تجذب الانتباه في أعمالها الفوتوغرافية إلى التناقضات البصرية التي تحيط بها. تستكشف صورها المرئية العامة للقاهرة كيف تتقاطع الصور مع التجارب الشخصية وتتفاوض عليها. إنها تتأمل في الرموز الوطنية العامة والمفرطة في الاستخدام والطرق التي تم تخصيصها بها لبناء قصص شخصية وتاريخ جماعي. تعمل منذ عام 2007 في مشاريع تأخذ نقطة انطلاق أهرامات الجيزة كنقطة بصرية وأدبية.
```

```
 
```

```
 
```

```
الأعمال:
```

```
السياحة الداخلية I هي سلسلة صور فوتوغرافية حيث وفرت أنواع الصور السياحية لمصر مرجعًا رسميًا لاستكشاف تجربة نفسية أكثر في المدينة. هذه الصور التي يتم معالجتها رقميًا تقدم صورًا أكثر تعقيدًا وأقل بيعًا وغير مريحة إلى حد ما تعلق على
```

```
مصر المستهلكة محليًا. السياحة الداخلية الأولى تتكون من أربع صور: بيتش، كايرو باي نايت، فيلوكا وبارك.
```

```
 
```

```
 
```

```
الفيلم The Subduer:
```

```
عنوان الفيلم - The Subduer - هو إشارة إلى واحد من أسماء الله الحسنى «التسعة والتسعين» في التقاليد الإسلامية. ظهر الفيلم كنتيجة لزيارة مها مأمون المنتظمة لأحد مكاتب كاتب العدل العديدة في مصر عندما شاهدت موظفين حكوميين يقولون صلوات من أوراق ملوثة وقديمة. بدعوتنا إلى أنفسنا العليا، ومزاجنا الأكثر دقة، وإحساسنا بالتسامح، وتذكيرنا باختصار هذا العالم المادي، فإن هذه الصلوات تقدم رؤية عالمية موازية للعالم المادي العالي التنظيم لمكاتب كاتب العدل. قامت مها مأمون بزيارة العديد من مكاتب كاتب العدل في جميع أنحاء القاهرة لتسجيل ظهور هذه الصلوات. تم عرض Subduer على الهواء مباشرة في الإصدار الجديد المصمم لمساحة صالون Grüner في برلين.
```

```
 
```

```
المعارض والمهرجانات:
```

```
تم تقديم أعمال مها مأمون في العديد من المؤسسات في جميع أنحاء العالم بما في ذلك مركز بومبيدو، باريس؛ تيت مودرن، لندن؛ وزارة الشؤون الخارجية، نيويورك  برنامج المقارنات الدولية، نيويورك؛ متحف جديد، نيويورك؛ MuHKA ، أنتويرب المتحف - 
المتحف العربي للفن الحديث
، الدوحة. متحف موري للفن، طوكيو؛ مركز بيروت للفنون، بيروت؛ مكان، عمان؛ شتايرشر هيربست، غراتس؛ ويت دي وي، روتردام؛ 
متحف فيلادلفيا للفنون
، فيلادلفيا؛ مركز دن فري للفن المعاصر، كوبنهاغن وهاوس دير كونست، ميونخ.
```

```
 
```

## روابط خارجية
- Maha Maamoun, Haytham El-Wardany (eds.), The Middle Ear, Part of the Manuals for Treason book project commissioned by 10th Sharjah Biennial, 2011.

```
 
```